# Spanair
Spanair era una compagnia aerea spagnola, con base a Barcellona, in Catalogna. Dal 2004 al 2009 fu controllata, per la maggioranza, dalla scandinava SAS-Scandinavian. Il 28 gennaio 2012, la compagnia ha cessato le operazioni di volo a causa di problemi economici.
Spanair serviva, prima del fallimento, ventisei destinazioni in Africa Occidentale e in Europa, con collegamenti regolari nel continente europeo. Dal 2003 era membro della Star Alliance insieme ad altre numerose compagnie internazionali.

## Flotta
La flotta della Spanair era composta da 35 aerei:
- 7 McDonnell Douglas MD-80 (nelle varianti MD82/MD83/MD87)
- 19 Airbus A320-200 (da 156 o 180 posti passeggeri)
- 5 Airbus A321-200 (da 212 posti passeggeri)
- 4 Boeing 717 (da 109 o 115 posti passeggeri).

## Incidenti
Il 20 agosto 2008 il volo 5022 della Spanair, un MD-82, è rimasto coinvolto in un grave incidente: in partenza dall'aeroporto di Madrid-Barajas e diretto a Gran Canaria, si è schiantato al suolo subito dopo il decollo. Nell'incidente persero la vita complessivamente 154 persone, i superstiti furono solamente 18.

## Immagini aerei di Spanair

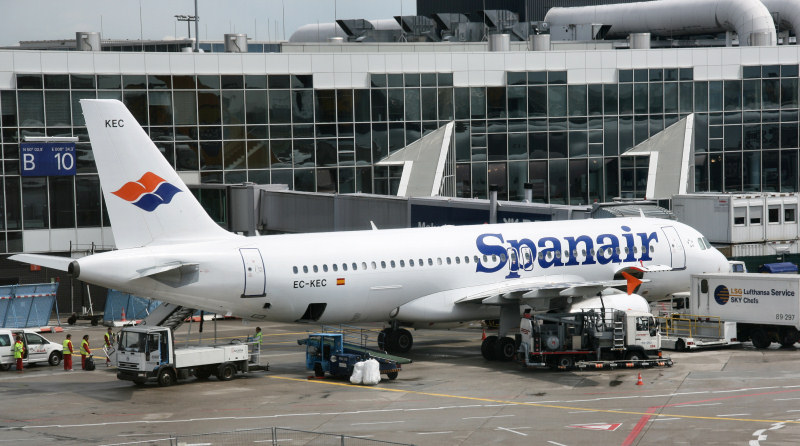
Airbus A320-232
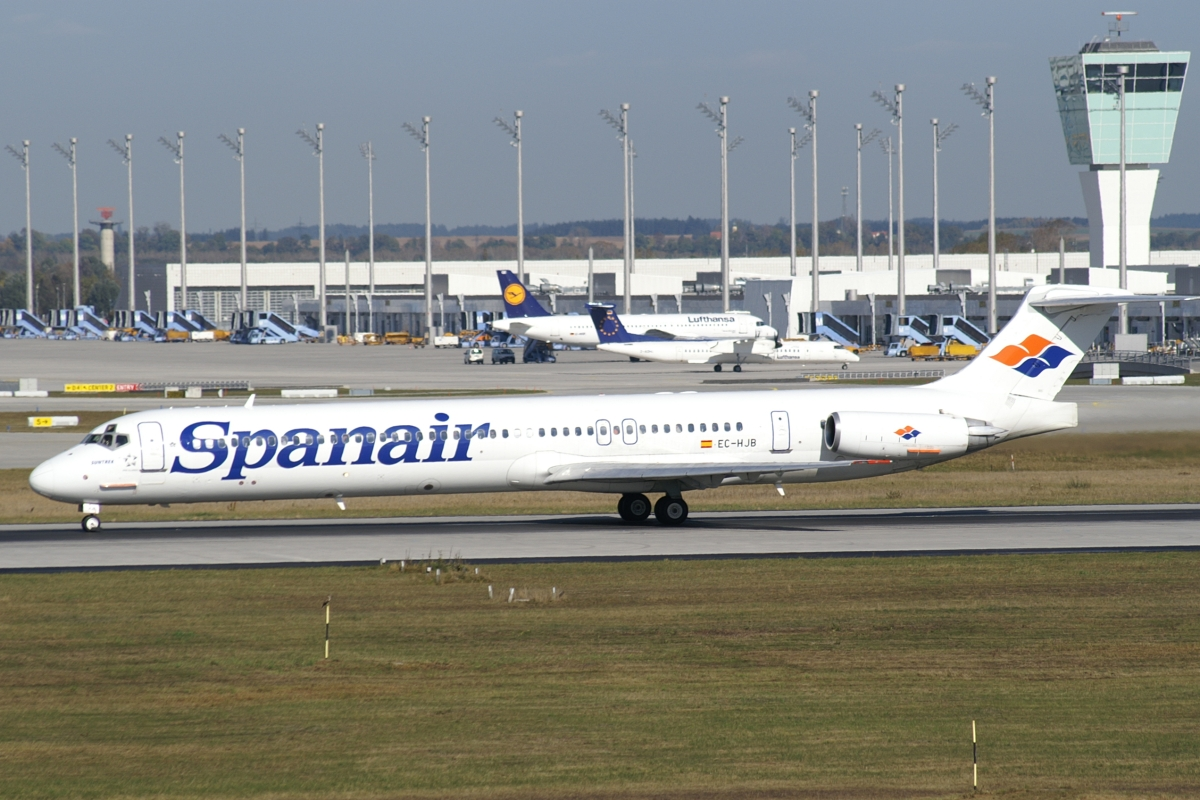
McDonnell Douglas MD-82
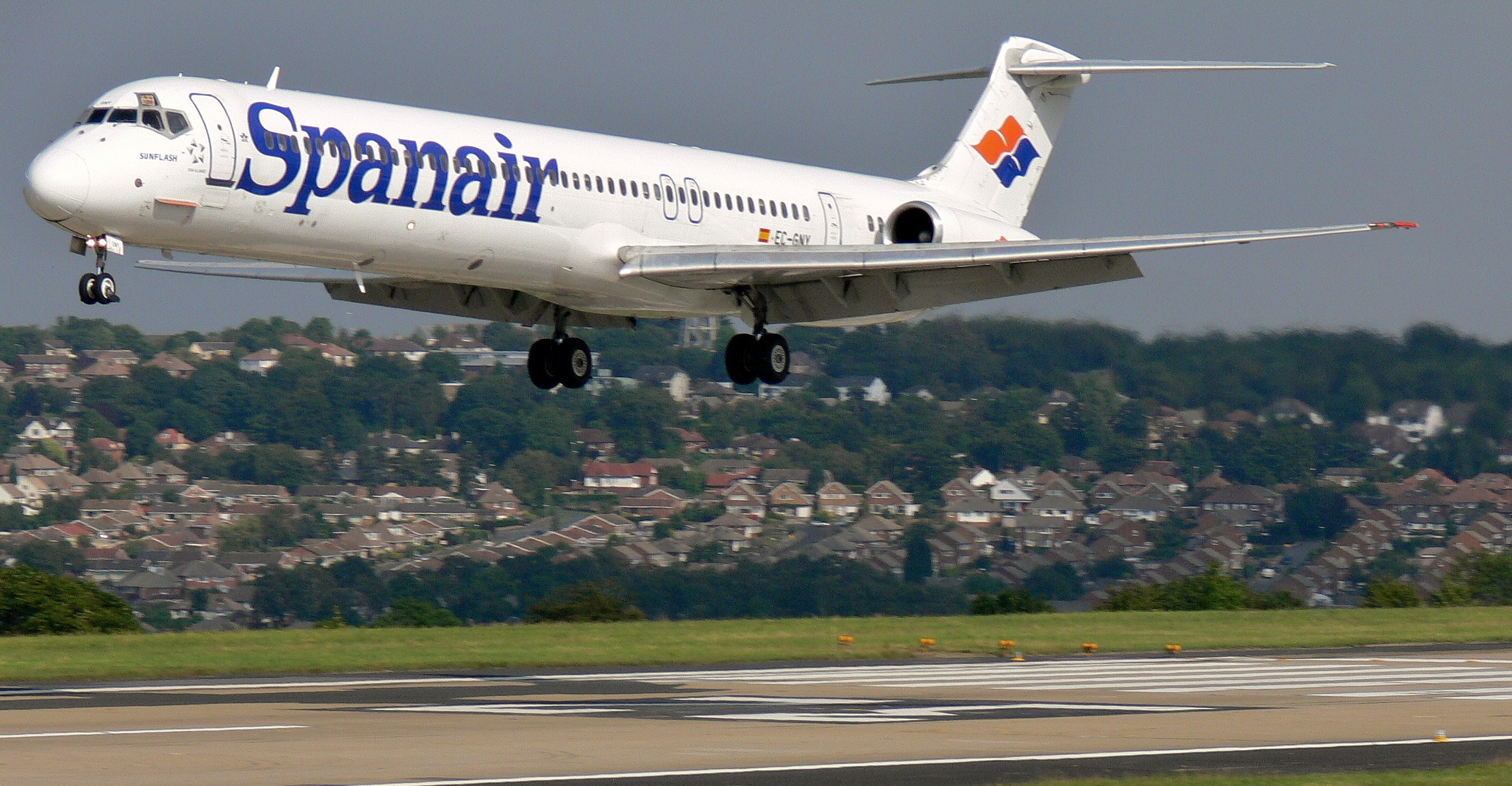
McDonnell Douglas MD-83
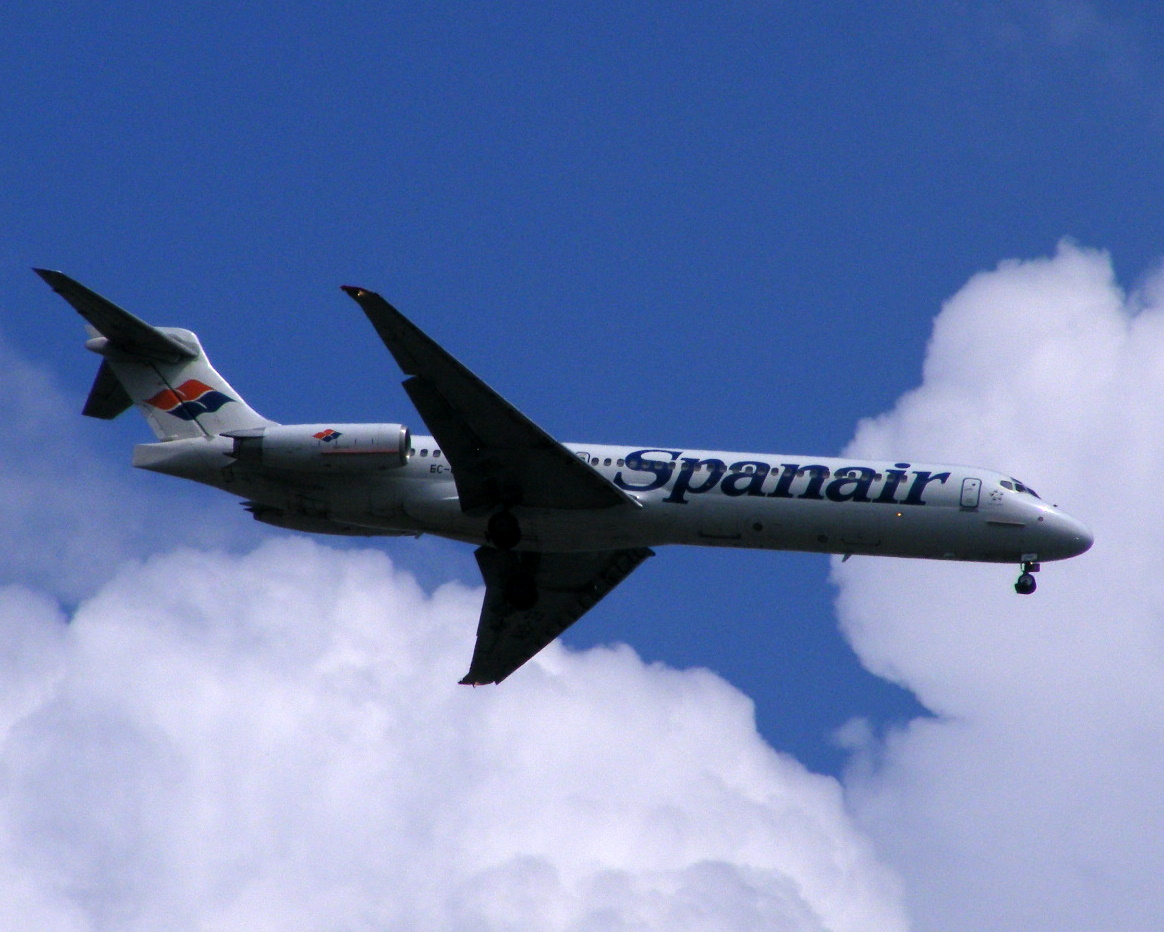
McDonnell Douglas MD-87